# José Chávez y Chávez
José Chávez y Chávez (1851 – 1924) fue un forajido del estado de Nuevo México. Se decía que era de ascendencia mexicano-estadounidense y nativa americana. Chavez y Chavez se convirtió en un forajido a una edad relativamente joven, cuando se unió al grupo de Billy the Kid.

## Biografía
Chávez y Chávez se unió a Billy the Kid en sus veinte años, después de haber cometido una serie de pequeños robos y otros delitos, Chávez y Chávez resultaría útil a la banda de Billy the Kid . Junto con Billy y los otros cuatro miembros de la banda, Chávez y Chávez participó en la Guerra del Condado Lincoln que duró desde 1878 hasta 1879.
Chávez y Chávez conoció a Billy the Kid, Jim French, Fred Waite, Charlie Bowdre, John Middleton, y Tom O'Folliard después de que decidió unirse al grupo de Tunstall-McSween en su guerra contra el grupo de James Joseph Dolan (guerra del condado de Lincoln). Este grupo, los Reguladores del Condado de Lincoln, como se les llamaba, estaba compuesto por cuarenta y cinco pistoleros que incluían a José Chávez y Chávez. En algún momento de su mandato como miembro de los Reguladores, Chávez y Chávez conoció a Billy the Kid y sus otros amigos, uniéndose al grupo después.
El 28 de febrero de 1878, John Tunstall fue asesinado. El 1 de abril del mismo año, el sheriff de Lincoln, un respaldo de Dolan, fue asesinado por la banda de the Kid, y Chávez y Chávez se atribuyó a sí mismo este asesinato.
Con el tiempo, más muertes de ambos bandos siguieron, dando lugar al incendio de la casa McSween el 19 de julio. Catorce personas vivían en la casa, incluyendo McSween y su esposa, así como doce cowboys. Seis personas murieron en el incendio, pero todos los miembros de la banda de the Kid fueron capaces de escapar.
En marzo de 1879, el Gobernador de Nuevo México Lew Wallace comenzó una lucha contra la delincuencia en ese estado, y una de sus prioridades era detener la guerra en curso entre los respaldos de los Dolan y los Tunstall-McSween. Con esto en mente, Wallace formó los Rifles Montados del Condado de Lincoln, un grupo del cual Chávez y Chávez se convirtió en un miembro, como privado. Los "Rifles Montados" fracasaron en sus propósitos, sin embargo, el grupo solo duró unos tres meses, un período durante el cual Chávez y Chávez se mantuvo con la banda de Billy.
Chávez y Chávez presuntamente declaró, junto a Billy the Kid, en la corte para tratar de implicar al Ejército en relación con el incendio de la casa McSween y posteriores muertes que ocurrieron durante los incendios. Se cree que, en 1880, Chávez y Chávez asesinó a un convicto peligroso en una cárcel de Nuevo México.
José Chávez y Chávez quedó a la deriva después de la muerte de Billy the Kid, viajando a través del suroeste de Estados Unidos, a veces sin ningún destino en particular en mente. Él consiguió llegar a Las Vegas (Nuevo México), a tiempo para encontrar a Bob Ford, el asesino oficial de Jesse James. Según la leyenda; los dos habían acordado un juego de disparos entre ellos. Tan impresionado quedó Ford con las habilidades con las armas de Chávez y Chávez, que huyó inmediatamente después de que se le pidió tener un duelo contra Chávez y Chávez.
Chávez y Chávez pronto se convirtió en un policía. Pero al parecer no fue capaz de dejar su vida como un desesperado, haciéndose amigo con Vicente Silva y uniéndose a las dos bandas de Silva, incluyendo Las Gorras Blancas, un grupo que fue vinculado luego por muchos anglos como un grupo de bandidos, y por la mayoría de los nativos hispanos de Nuevo México como luchadores por la libertad. Otro grupo de Silva, "Sociedad de Bandidos" fue acusado por los recientes inmigrantes anglosajones a Nuevo México de haber operado de manera similar a la mafia, tratando de obtener beneficios, obligando a la gente a salir de sus propiedades.
Vicente Silva ordenó el asesinato de Patricio Maes, que se llevó a cabo el 22 de octubre de 1892 por Chávez y Chávez, Eugenio Alarid y Julián Trujillo. En febrero de 1893, el grupo mató al cuñado de Silva, Gabriel Sandoval. Sin embargo, la muerte de Sandoval se volvió contra Silva, cuando su esposa comenzó a preocuparse por el paradero de su hermano. Cuando Silva ordenó a Chávez y Chávez, Alarid y Trujillo matar a su esposa, los tres hombres armados se preocuparon por el estado mental de Silva; decidieron matarlo, así que estaban cavando la tumba de la esposa de Silva, y así; Silva y su esposa fueron asesinados por Chávez y Chávez, Alarid y Trujillo mientras Silva les llevó a su esposa a ellos.
En 1894, algunos hombres fueron arrestados y llevados a los tribunales de la ley 
en relación con el asesinato de Patricio Maes. Chávez y Chávez se convirtió en un fugitivo, pero fue finalmente arrestado el 26 de mayo. Un jurado lo encontró culpable y se le dio la pena de muerte. Un segundo juicio llegó, y a Chávez y Chávez se le dio de nuevo la pena de muerte. Esta decisión fue revocada más tarde por un nuevo gobernador de Nuevo México, que se sintió obligado a conmutar la sentencia de Chávez y Chávez a la vida en la cárcel en su lugar, dada la publicidad que este caso obtuvo y la presión del público hacia el Gobierno para perdonar la vida de Chávez y Chávez en el tiempo.
Durante un disturbio en la cárcel, Chávez y Chávez ayudó a la policía. Posteriormente, el 11 de enero de 1909, el gobernador de Nuevo México George Curry le concedió un indulto.
Para los quince años restantes de su vida, Chávez y Chávez llevó una vida relativamente tranquila, y murió de causas naturales en su hogar en 1924, con un amigo a su lado.

## En la cultura popular
- En la película de 1988, Young Guns, y su secuela de 1990, Young Guns II, Chávez y Chávez fue interpretado por Lou Diamond Phillips. En la secuela, y contrariamente a la historia real, Chávez y Chávez muere a consecuencia de una herida de bala de un encuentro con Pat Garrett y su grupo de caza.

- Chávez y Chávez es también el nombre de un personaje en el videojuego GUN. Aparece como un miembro de la Resistencia, dirigida por Clay Allison. Al principio, cuando el protagonista del juego Colton White trabaja para Hoodoo Brown, él junto a Dave Rudabaugh y John Joshua Webb le persiguen hasta un rancho y le pierden. Más tarde, cuando Colton se une a la Resistencia, Chávez y Chávez le ayuda a defender a Allison de los enemigos.